# Bachhaupter Laber
Die Bachhaupter Laber ist der linke Quellfluss der Breitenbrunner Laber auf der Fränkischen Alb in Bayern.

## Verlauf
Die Bachhaupter Laber entspringt im Breitenbrunner Ortsteil Bachhaupt aus einer großen Karstquelle. Dort speiste sie früher die Dorfmühle. In Breitenbrunn fließt der Bachhaupter Laber der Bach aus der Sebastiansquelle zu und sie vereinigt sich mit der Wissinger Laber zur Breitenbrunner Laber.

## Einzelnachweise

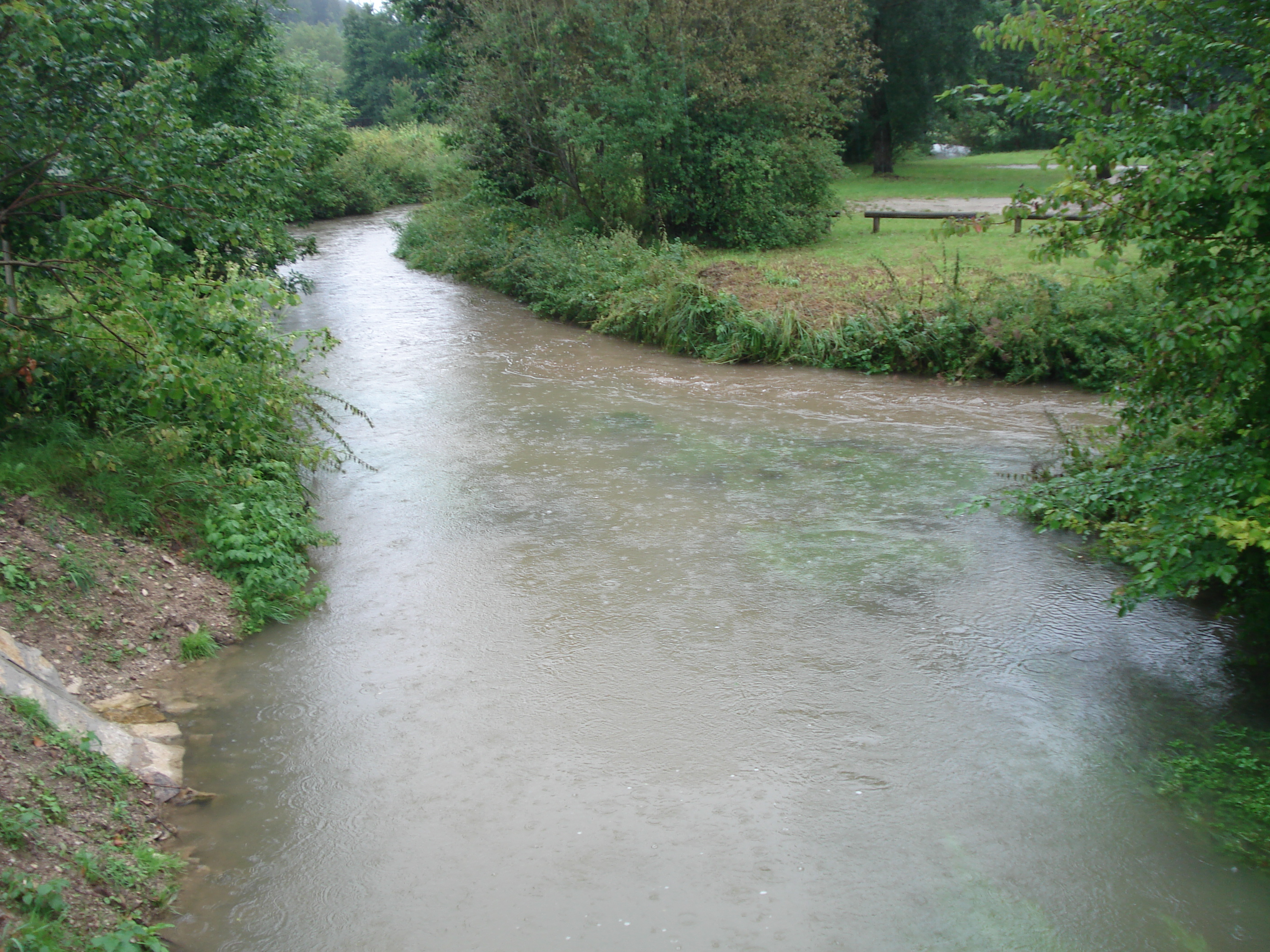
Zusammenfluss von Bachhaupter Laber (vorne) und Wissinger Laber (rechts) zur Breitenbrunner Laber (hinten)